# Ambulyx moorei
Ambulyx moorei är en fjärilsart som beskrevs av Butler 1857. Ambulyx moorei ingår i släktet Ambulyx och familjen svärmare. Inga underarter finns listade i Catalogue of Life.

## Bildgalleri

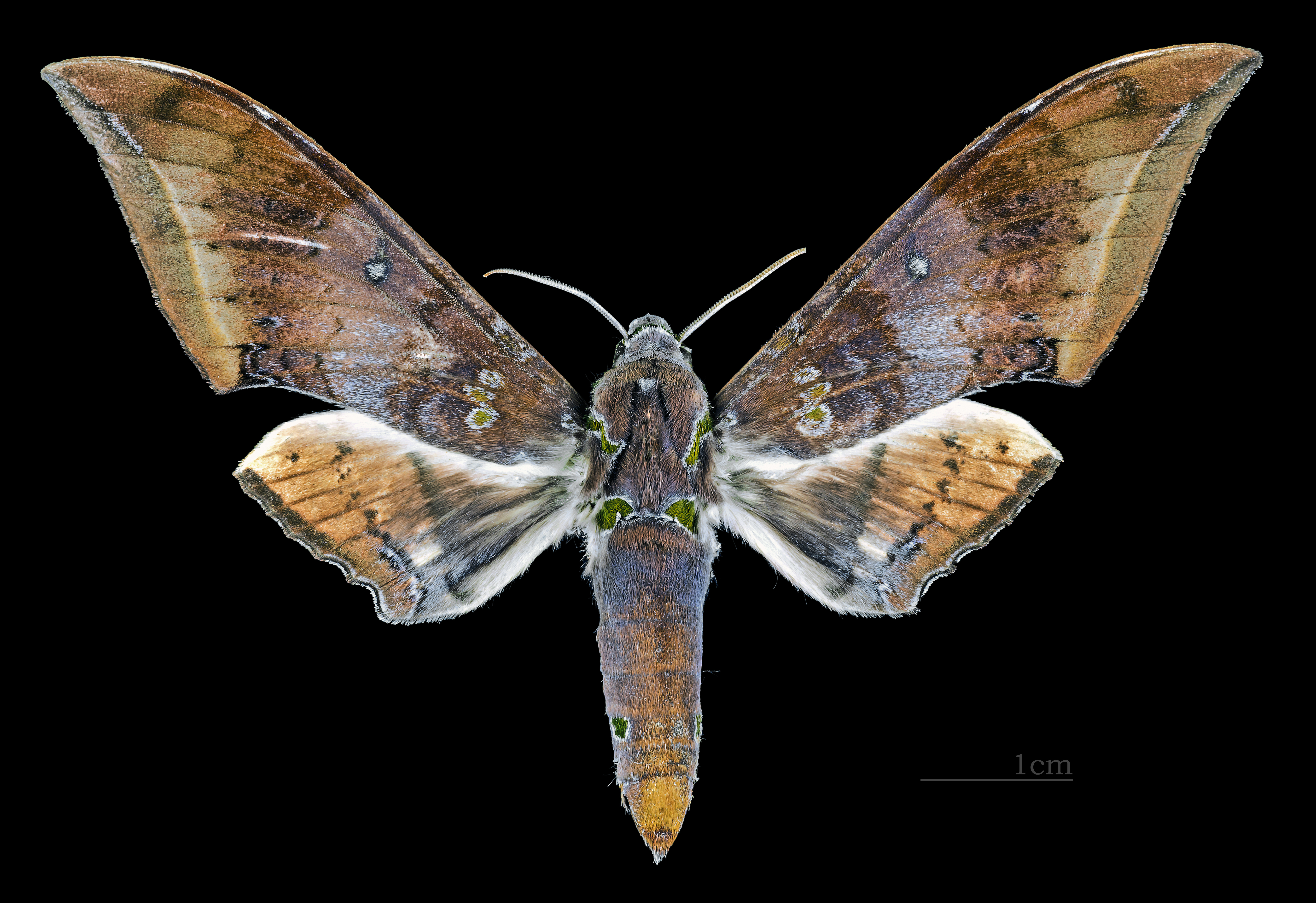
♂
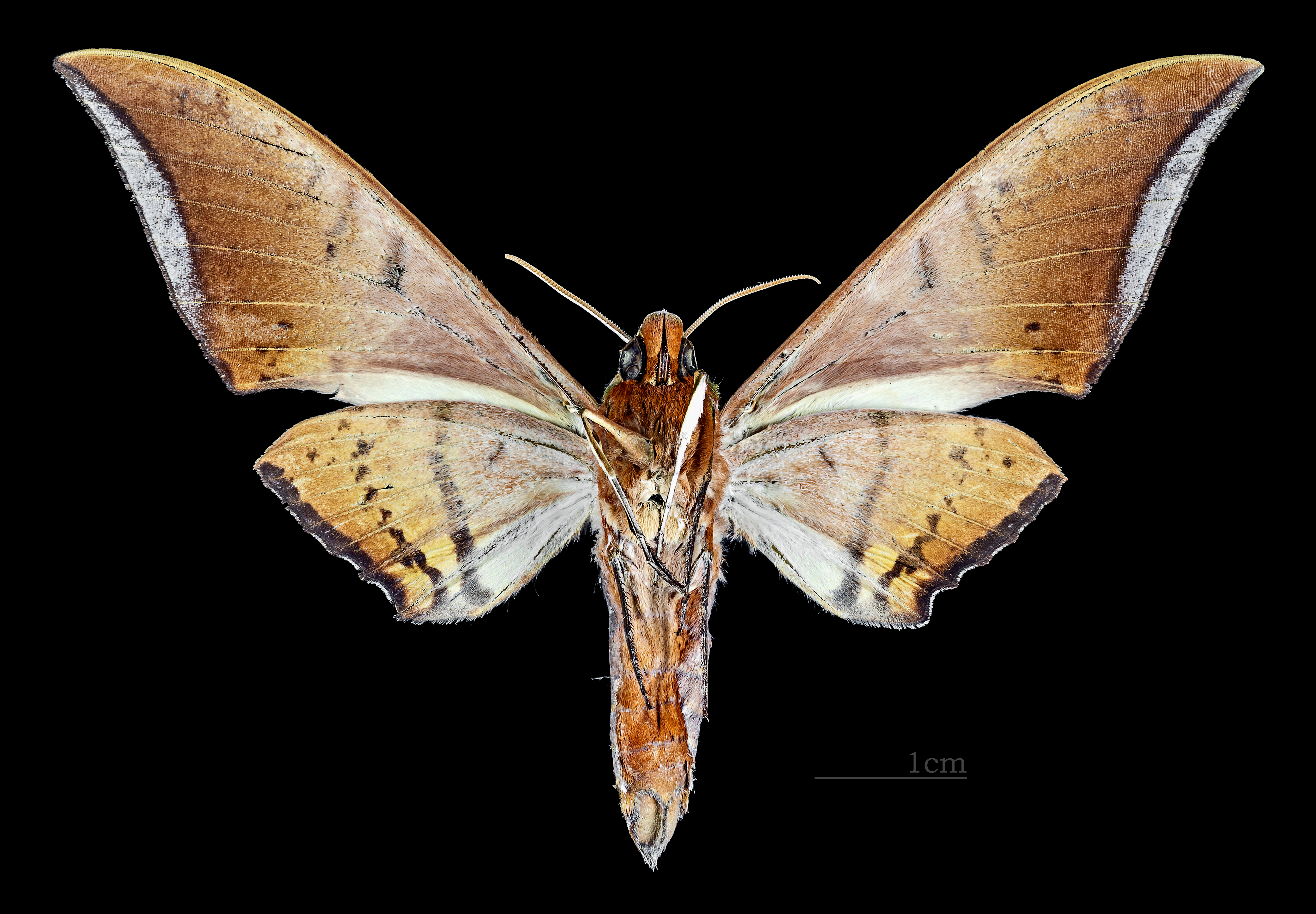
♂ △
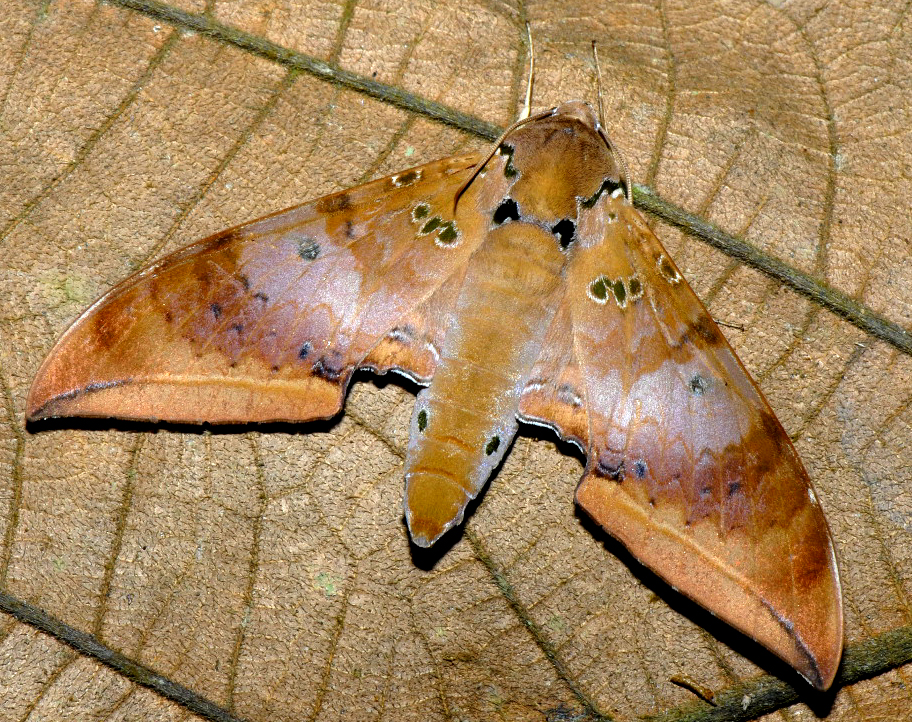